# 小丘廣場

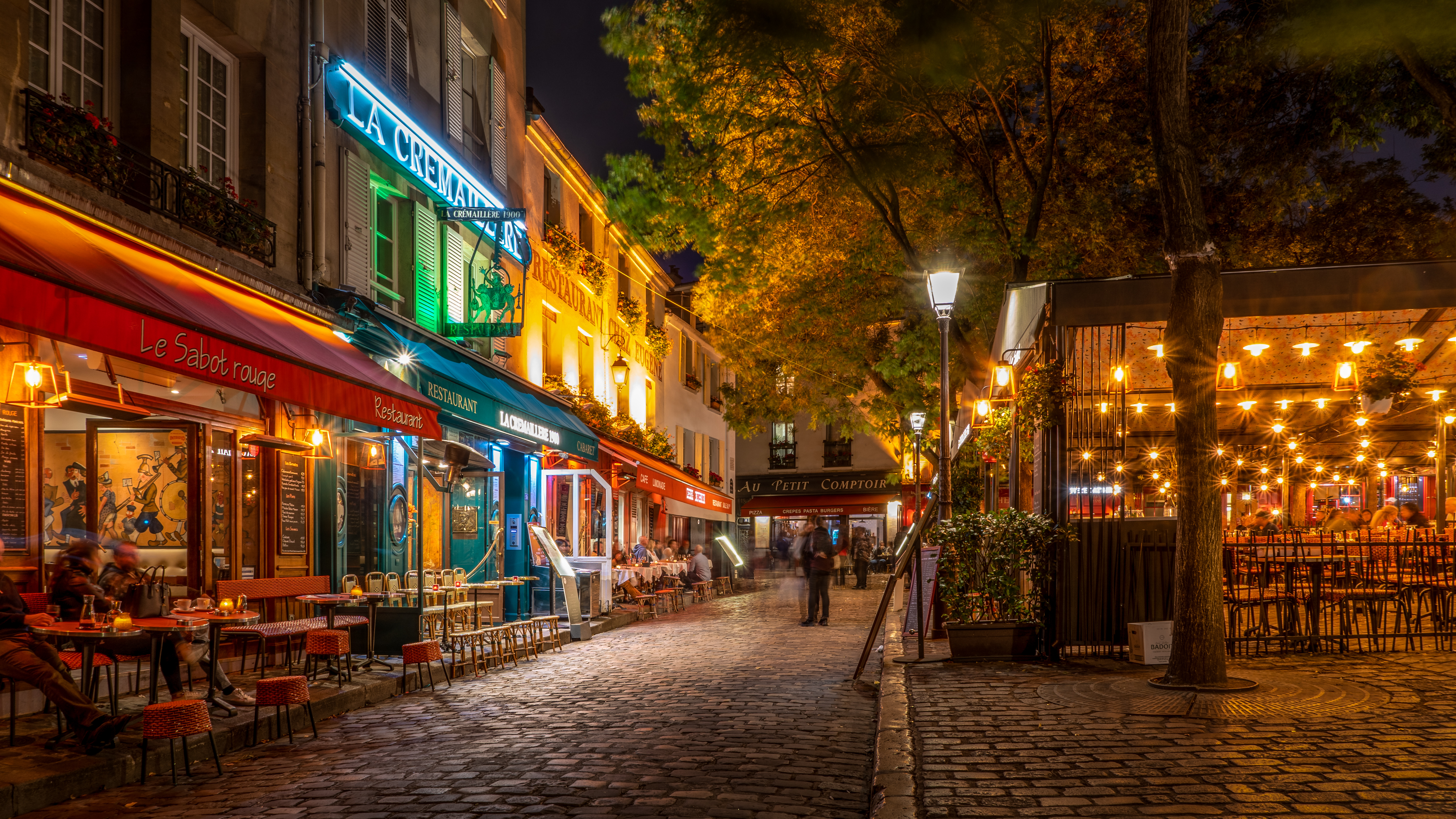
2019年的小丘廣場

小丘廣場（法語：Place du Tertre）是法國巴黎的一個廣場，位於巴黎十八區蒙馬特，距離聖心堂與狡兔酒吧（Lapin Agile）不遠。小丘廣場經常聚集許多藝術家，也是巴黎著名的景點之一。畢卡索等眾多知名畫家曾在這裡居住。

## 外部連結
- Satellite image from Google Maps
- Virtual tour 360 degrees: use the mouse to turn around （页面存档备份，存于）

48°53′12″N 2°20′27″E / 48.88667°N 2.34083°E
Template:巴黎名胜